# Mr. Hankey's Christmas Classics
«Mr. Hankey's Christmas Classics» (En España «Los Clásicos del Sr. Mojón» y en Hispanoamérica «Clásicos de Navidad del Sr. Mojón») es el episodio 15 de la tercera temporada de la serie animada South Park. Es el tercer episodio de Navidad de la serie siendo un musical cómico. El episodio está dedicado a Mary Kay Bergman quien había hecho la voz de varios personajes de la serie y falleció a causa del suicidio. En 2008 fue objeto de moción de censura en Rusia por las constantes quejas al episodio.

## Trama
Un cartero comienza a cantar anunciando el especial considerando los cuentos navideños de Rudolf el reno y Frosty algo "muy maricón". Acompañado de varios niños, el cartero canta con ellos hasta la llegada del Sr. Mojón.
El Sr. Mojón como anfitrión del especial anuncia como primer acto la canción Dreidel, Dreidel, Dreidel, cantada en mosaico por Kyle, Stan, Cartman, Ike y los padres de Kyle. Kyle canta la tradicional canción de Janucá, Cartman con el mismo ritmo canta que es "estúpido jugar con judíos", Gerald canta sobre su atracción a Courteney Cox y Sheila canta a su vez otra canción de Hannukah.
Como segundo acto la canción O Tannenbaum cantada por Adolf Hitler quien triste por no tener su árbol de Navidad y recordando su vida odiando a los judíos y en el futuro viéndose como el dictador. Satanás le regala un árbol nuevo mientras viaja por el infierno cantando Navidad en el Infierno viéndose a varias personalidades muertas celebrando Navidad; Gene Siskel, Genghis Khan, Michael Landon, Jimmy Stewart, Mao Tse Tung, Diana de Gales, John F. Kennedy y su hijo, Andy Dick y Jeffrey Dahmer.
El tercer acto es la canción Carol of the Bells interpretada por el Sr. Mackey, seguido de la canción Noche de paz cantada por Cartman donde se observa los hechos de la natividad y el nacimiento de Jesús (el rostro del personaje de la serie con cuerpo de bebé) aunque también haciendo alusión a los presentes de Navidad que siempre recibe de su madre. Seguido de este continua el Sr. Garrison cantando Feliz jodida navidad donde enseña a los chicos que países no celebran Navidad y llega a viajar a dichos países adornando con elementos de Navidad y dando regalos y al final del mismo el Sr. Sombrero lo aplaude.
El cuarto acto consta de Shelley Marsh cantando I Saw Three Ships siendo burlada varias veces por Stan y Kyle y ella al perder la paciencia les tira el piano encima. Seguidamente continua un mosaico de canciones interpretadas por Jesús y Santa Claus en un bar; Regocijad, Jesús nació, Up on the House Top, Away in a Manger, Adeste fideles, Hark! The Herald Angels Sing, Noche de paz, Rio y Let It Snow! Let It Snow! Let It Snow!.
Como acto final el Sr. mojón se despide de la audiencia y de todos los personajes de la serie mostrando recuerdos de varios capítulos y todos cantan Have Yourself a Merry Little Christmas.

### Batallando el Rizo a las 11 (Fighting the frizzies, at eleven.)
Durante los cortes comerciales se emplea la imagen real de un periodista que anuncia "Batallando el Rizo a las 11!" parodiando a Rolland Smith al final de WCBS-TV. En el episodio durante los créditos finales se le ve peleando boxeo con otro hombre disfrazado de Riso a su vez que suena un reprise de Dreidel, Dreidel, Dreidel.

## Muerte de Kenny
Durante la canción final le cae un candelabro encima.